# Sophie Elkan

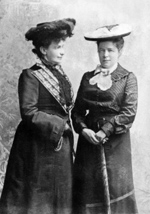
Sophie Elkan (links) mit Selma Lagerlöf 1894

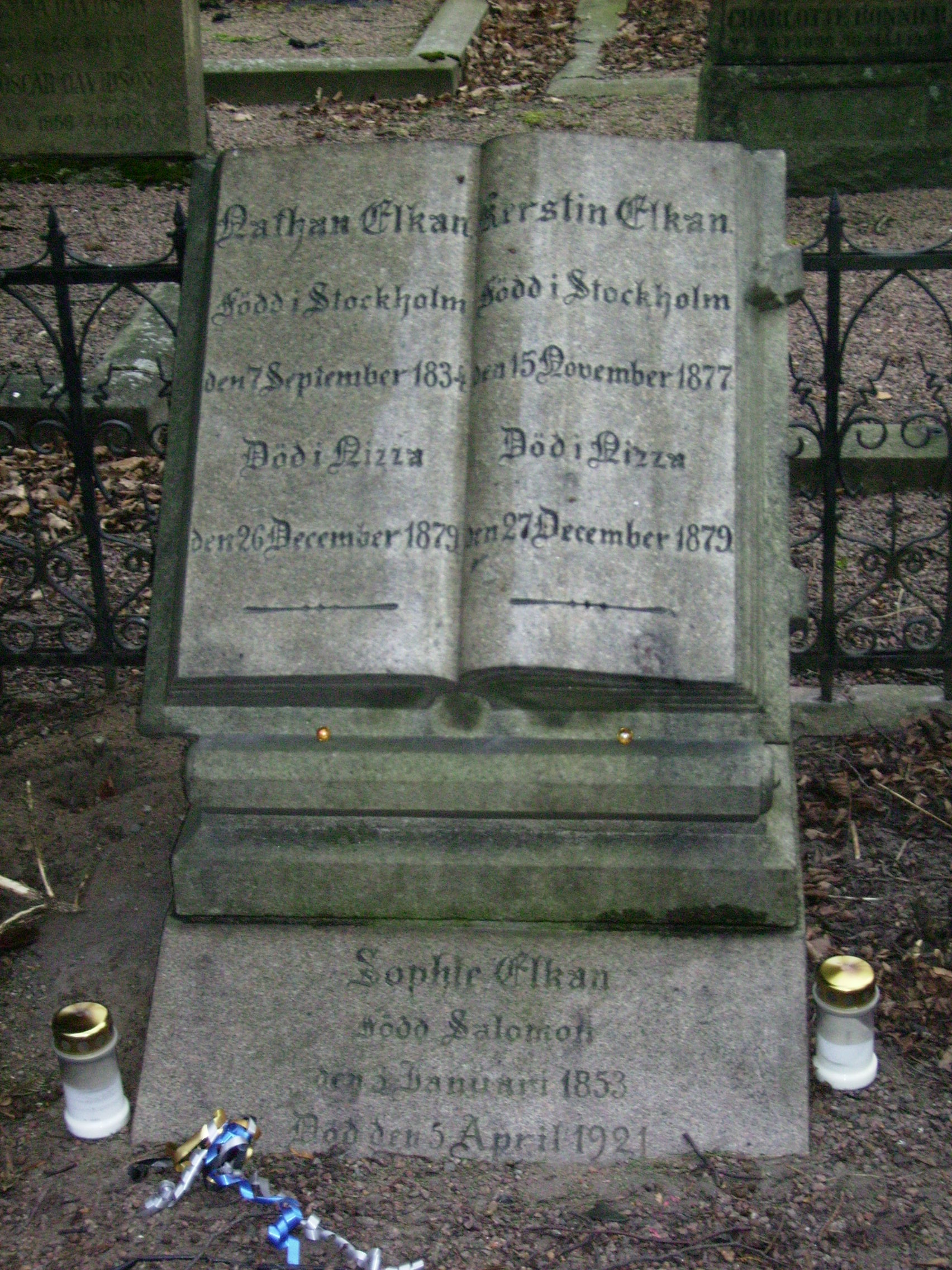
Elkans Grabstein in Göteborg.

Sophie Elkan, geborene Salomon (* 3. Januar 1853 in Göteborg; † 5. April 1921 ebenda), war eine schwedische Schriftstellerin. 1872 heiratete sie den Buchhändler Nathan Elkan in Stockholm, wurde aber bereits 1879 Witwe.
Ihr literarisches Debüt bildete die Novellensammlung Dur och Moll („Dur und Moll“), die 1889 erschien. Sie verwendete zuerst das Pseudonym Rust Roest (abgeleitet von einem flämischen Sprichwort mit der Bedeutung „Die Ruhe rostet“).
Bekannte frühe Werke von Sophie Elkan sind die Romane Rika flickor („Reiche Mädchen“, 1893), Säfve, Kurt & Co. (1894) und die Novellensammlung Skiftande stämningar („Wechselnde Stimmungen“, 1896).
Den Durchbruch brachte 1899 der große historische Roman John Hall. En historia från det gamla Göteborg („John Hall. Eine Geschichte aus dem alten Göteborg“) über den schwedischen Unternehmer John Hall d. J. (1771–1830). Er wurde Sophie Elkans bekanntestes Werk und das erste, das unter ihrem eigenen Namen erschien.
Von 1899 bis 1900 unternahm sie eine lange Auslandsreise mit ihrer engen Freundin Selma Lagerlöf, u. a. nach Palästina und Ägypten. Die Eindrücke dieser Reise verarbeitete sie in den Werken Drömmen om österlandet („Der Traum vom Morgenland“, 1901) und Från östan och västan („Vom Osten und Westen“, 1908). Selma Lagerlöf widmete Sophie Elkan ihren Roman Jerusalem, in welchem sie die Eindrücke der Reise nach Palästina verarbeitete.
Besonders bekannt wurde Sophie Elkan durch die historischen Romane Konungen. En sannsaga („Der König. Ein wahres Märchen“, 1904) und Konungen. En landsflykt („Der König. Eine Landesflucht“, 1906), in denen sie das Schicksal König Gustav IV. Adolfs schildert, sowie Anckarström (1910), der sich mit Johan Jacob Anckarström, dem Mörder König Gustavs III., befasst.